# Зигмунт II Август
Зигмунт II Август (на полски: Zygmunt II August, на беларуски: Жыгімонт Аўгуст, на литовски: Žygimantas III Augustas I; * 1 август 1520, Краков, Кралство Полша; † 7 юли 1572, Полша) е крал на Полша и велик княз на Литва (под името Жигимантас III Аугустас I) в периода 1548 – 1572. През 1569 година е коронясан за крал на обединената Полско-Литовска Държава.

## Живот
Зигмунт Август е първороден син на крал Зигмунт I Стари и кралица Бона Сфорца.
Възкачва се на трона след смъртта на баща си през 1548 г. През 1563 г. започва седемгодишната Ливонска война за надмощие в Балтийско море. След края ѝ към Полша е присъединена голяма част от Ливония.
На 28 юни 1569 година е приета Люблинската уния, според която Зигмунт Август става крал на обединената полско-литовска държава, носеща името Жечпосполита.
Зигмунт Август умира на 51-годишна възраст и е погребан във Вавелската котедрала. Той остава бездетен въпреки трите си брака. С неговата смърт изчезва кралският род на Ягелоните по мъжка линия, затова неговото последничество е уредено през 1569 г. в Люблинската уния.

## Титуловане
На български: Сигизмунд Август, с Божията благодат крал на Полша, велик княз на Литва, както и княз на земитеКраковска, Сандомежска, Шерадзка, Ленчишка, Куявска, Киевска, Руска, Волинска, Пруска, Мазовска, Подляска, Хелминска, Елбльонгска, Померанска, Жемайтска, Ливонска и пр., господар и наследник.
На полски: Zygmunt August z Bożej łaski król Polski, wielki książę litewski, a także książę ziem: krakowskiej, sandomierskiej, sieradzkiej, łęczyckiej, kujawskiej, kijowskiej, ruskiej, wołyńskiej, pruskiej, mazowieckiej, podlaskiej, chełmińskiej, elbląskiej, pomorskiej, żmudzkiej, inflanckiej etc. pan i dziedzic.
На латински: Sigismundus Augustus Dei gratia rex Poloniae, magnus dux Lithuaniae, nec non terrarum Cracoviae, Sandomiriae, Siradiae, Lanciciae, Cuiaviae, Kijoviae, Russiae, Woliniae, Prussiae, Masoviae, Podlachiae, Culmensis, Elbingensis, Pomeraniae, Samogitiae, Livoniae etc. dominus et haeres.

## Бракове
Първи брак: на 5 май 1543 г. с Елизабет Австрийска (* 9 юни 1526, † 15 юни 1545) от род Хабсбурги, най-възрастната дъщеря на император Фердинанд I и съпругата му Анна Ягелонина.
Втори брак: между 28 юли и 6 август 1547 г. с Барбара Радживил (* 6 декември 1520, † 8 май 1551).
Трети брак: на 31 юли 1553 г. в Краков с Катарина Австрийска (* 15 септември или 25 септември 1533, † 28 февруари 1572), сестра на Елизабет Австрийска.
Той има няколко метреси, между тях Диана ди Кордона.